# Perreux (Loara)
Perreux – miejscowość i gmina we Francji, w regionie Owernia-Rodan-Alpy, w departamencie Loara.
Według danych na rok 1990 gminę zamieszkiwało 1985 osób, a gęstość zaludnienia wynosiła 48 osób/km² (wśród 2880 gmin regionu Rodan-Alpy Perreux plasuje się na 441. miejscu pod względem liczby ludności, natomiast pod względem powierzchni na miejscu 102.).